# Бугульминская область

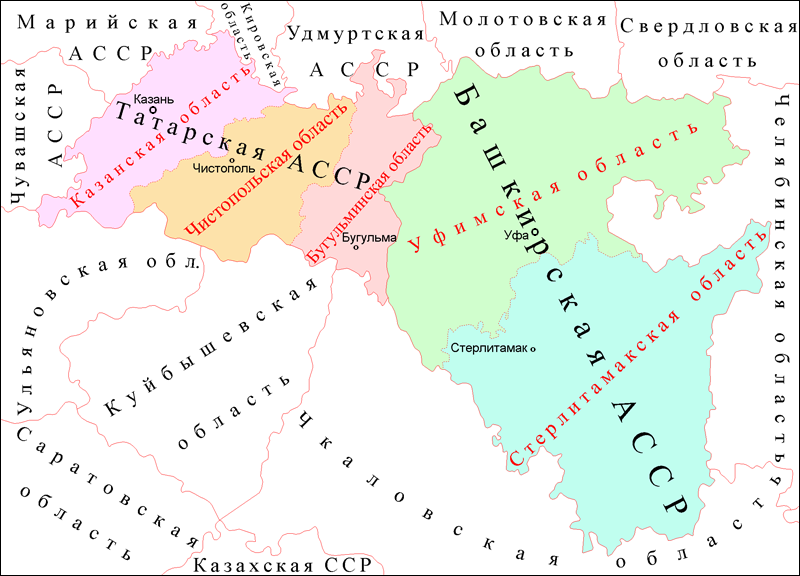
области Татарской и Башкирской АССР в 1953 году

Бугульми́нская о́бласть (тат. Бөгелмә́ өлкәсе́) — административная единица на территории Татарской АССР (РСФСР), формально существовавшая с 21 февраля 1953 года по 30 апреля 1953 года.
Административный центр — Бугульма.
Возникла в результате эксперимента по областному переустройству территориально-административного состава автономных республик РСФСР из состава Казанской и Чистопольской областей на основании Постановления ЦК КПСС от 6 февраля 1953 «Об образовании Бугульминской области в составе ТАССР».

## Административно-территориальное деление
В состав вошли восточные и юго-восточные районы республики (из Чистопольской области — город Бугульма, Азнакаевский, Актанышский, Акташский, Альметьевский, Бавлинский, Бугульминский, Ворошиловский, Калининский, Матвеевский, Мензелинский, Муслюмовский, Ново-Письмянский, Сармановский, Тумутукский, Шугуровский, Ютазинский районы; из Казанской области — Агрызский и Красноборский районы). Сформироваться область не успела и была упразднена на основании Постановления ЦК КПСС от 25 апреля 1953 «Об упразднении Казанской, Чистопольской и Бугульминской областей ТАССР».